# Mistrovství světa v ledním hokeji do 18 let 2005
Mistrovství světa v ledním hokeji do 18 let 2005 se konalo od 14. do 24. dubna 2005 v českých městech Plzeň a České Budějovice.

## Základní skupiny

### Skupina A
|    | Tým     | Z | V | R | P | VG | IG | B |
| -- | ------- | - | - | - | - | -- | -- | - |
| 1. | Kanada  | 4 | 3 | 0 | 1 | 24 | 7  | 6 |
| 2. | Švédsko | 4 | 3 | 0 | 1 | 9  | 6  | 6 |
| 3. | Rusko   | 4 | 3 | 0 | 1 | 19 | 12 | 6 |
| 4. | Německo | 4 | 1 | 0 | 3 | 10 | 18 | 2 |
| 5. | Dánsko  | 4 | 0 | 0 | 4 | 4  | 23 | 0 |

#### Zápasy
| 14. dubna 2005 | Německo | 1 : 2             | Kanada | České Budějovice |
| 15:00 SEČ      | Německo | ( 1 : 1 , 0 : 0 ) | Kanada |                  |

| Souhrn zápasu | Souhrn zápasu | Souhrn zápasu | Souhrn zápasu | Souhrn zápasu |
| ------------- | ------------- | ------------- | ------------- | ------------- |
|               | {{{góly1}}}   |               | {{{góly2}}}   |               |

| 14. dubna 2005 | Švédsko | 1 : 2             | Rusko | České Budějovice |
| 19:00 SEČ      | Švédsko | ( 1 : 1 , 0 : 0 ) | Rusko |                  |

| Souhrn zápasu | Souhrn zápasu | Souhrn zápasu | Souhrn zápasu | Souhrn zápasu |
| ------------- | ------------- | ------------- | ------------- | ------------- |
|               | {{{góly1}}}   |               | {{{góly2}}}   |               |

| 15. dubna 2005 | Dánsko | 1 : 3                     | Německo | České Budějovice |
| 19:00 SEČ      | Dánsko | ( 0 : 0 , 1 : 2 , 0 : 1 ) | Německo |                  |

| Souhrn zápasu | Souhrn zápasu | Souhrn zápasu | Souhrn zápasu | Souhrn zápasu |
| ------------- | ------------- | ------------- | ------------- | ------------- |
|               | {{{góly1}}}   |               | {{{góly2}}}   |               |

| 16. dubna 2005 | Kanada | 1 : 2                     | Švédsko | České Budějovice |
| 15:00 SEČ      | Kanada | ( 0 : 1 , 1 : 1 , 0 : 0 ) | Švédsko |                  |

| Souhrn zápasu | Souhrn zápasu | Souhrn zápasu | Souhrn zápasu | Souhrn zápasu |
| ------------- | ------------- | ------------- | ------------- | ------------- |
|               | {{{góly1}}}   |               | {{{góly2}}}   |               |

| 16. dubna 2005 | Rusko | 2 : 1                     | Dánsko | České Budějovice |
| 19:00 SEČ      | Rusko | ( 0 : 0 , 1 : 1 , 1 : 0 ) | Dánsko |                  |

| Souhrn zápasu | Souhrn zápasu | Souhrn zápasu | Souhrn zápasu | Souhrn zápasu |
| ------------- | ------------- | ------------- | ------------- | ------------- |
|               | {{{góly1}}}   |               | {{{góly2}}}   |               |

| 17. dubna 2005 | Německo | 4 : 12                    | Rusko | České Budějovice |
| 19:00 SEČ      | Německo | ( 0 : 7 , 0 : 3 , 4 : 2 ) | Rusko |                  |

| Souhrn zápasu | Souhrn zápasu | Souhrn zápasu | Souhrn zápasu | Souhrn zápasu |
| ------------- | ------------- | ------------- | ------------- | ------------- |
|               | {{{góly1}}}   |               | {{{góly2}}}   |               |

| 17. dubna 2005 | Kanada | 15 : 1                    | Dánsko | České Budějovice |
| 19:00 SEČ      | Kanada | ( 2 : 0 , 5 : 0 , 8 : 1 ) | Dánsko |                  |

| Souhrn zápasu | Souhrn zápasu | Souhrn zápasu | Souhrn zápasu | Souhrn zápasu |
| ------------- | ------------- | ------------- | ------------- | ------------- |
|               | {{{góly1}}}   |               | {{{góly2}}}   |               |

| 18. dubna 2005 | Švédsko | 3 : 2                     | Německo | České Budějovice |
| 19:00 SEČ      | Švédsko | ( 0 : 0 , 3 : 1 , 0 : 1 ) | Německo |                  |

| Souhrn zápasu | Souhrn zápasu | Souhrn zápasu | Souhrn zápasu | Souhrn zápasu |
| ------------- | ------------- | ------------- | ------------- | ------------- |
|               | {{{góly1}}}   |               | {{{góly2}}}   |               |

| 19. dubna 2005 | Rusko | 3 : 6             | Kanada | České Budějovice |
| 15:00 SEČ      | Rusko | ( 1 : 2 , 1 : 2 ) | Kanada |                  |

| Souhrn zápasu | Souhrn zápasu | Souhrn zápasu | Souhrn zápasu | Souhrn zápasu |
| ------------- | ------------- | ------------- | ------------- | ------------- |
|               | {{{góly1}}}   |               | {{{góly2}}}   |               |

| 19. dubna 2005 | Dánsko | 1 : 3                     | Švédsko | České Budějovice |
| 19:00 SEČ      | Dánsko | ( 0 : 1 , 1 : 0 , 0 : 2 ) | Švédsko |                  |

| Souhrn zápasu | Souhrn zápasu | Souhrn zápasu | Souhrn zápasu | Souhrn zápasu |
| ------------- | ------------- | ------------- | ------------- | ------------- |
|               | {{{góly1}}}   |               | {{{góly2}}}   |               |

### Skupina B
|    | Tým       | Z | V | R | P | VG | IG | B |
| -- | --------- | - | - | - | - | -- | -- | - |
| 1. | USA       | 4 | 4 | 0 | 0 | 17 | 5  | 8 |
| 2. | Česko     | 4 | 3 | 0 | 1 | 16 | 6  | 6 |
| 3. | Slovensko | 4 | 2 | 0 | 2 | 6  | 9  | 4 |
| 4. | Finsko    | 4 | 1 | 0 | 3 | 6  | 13 | 2 |
| 5. | Švýcarsko | 4 | 0 | 0 | 4 | 4  | 16 | 0 |

#### Zápasy
| 14. dubna 2005 | Slovensko | 1 : 3                     | USA | Plzeň |
| 15:00 SEČ      | Slovensko | ( 0 : 1 , 1 : 2 , 0 : 0 ) | USA |       |

| Souhrn zápasu | Souhrn zápasu | Souhrn zápasu | Souhrn zápasu | Souhrn zápasu |
| ------------- | ------------- | ------------- | ------------- | ------------- |
|               | {{{góly1}}}   |               | {{{góly2}}}   |               |

| 14. dubna 2005 | Švýcarsko | 1 : 4                     | Česko | Plzeň |
| 19:00 SEČ      | Švýcarsko | ( 0 : 0 , 1 : 3 , 0 : 1 ) | Česko |       |

| Souhrn zápasu | Souhrn zápasu | Souhrn zápasu | Souhrn zápasu | Souhrn zápasu |
| ------------- | ------------- | ------------- | ------------- | ------------- |
|               | {{{góly1}}}   |               | {{{góly2}}}   |               |

| 15. dubna 2005 | Finsko | 3 : 1                     | Švýcarsko | Plzeň |
| 19:00 SEČ      | Finsko | ( 1 : 0 , 2 : 1 , 0 : 0 ) | Švýcarsko |       |

| Souhrn zápasu | Souhrn zápasu | Souhrn zápasu | Souhrn zápasu | Souhrn zápasu |
| ------------- | ------------- | ------------- | ------------- | ------------- |
|               | {{{góly1}}}   |               | {{{góly2}}}   |               |

| 16. dubna 2005 | Česko | 3 : 0                     | Slovensko | Plzeň |
| 15:00 SEČ      | Česko | ( 0 : 0 , 2 : 0 , 1 : 0 ) | Slovensko |       |

| Souhrn zápasu | Souhrn zápasu | Souhrn zápasu | Souhrn zápasu | Souhrn zápasu |
| ------------- | ------------- | ------------- | ------------- | ------------- |
|               | {{{góly1}}}   |               | {{{góly2}}}   |               |

| 16. dubna 2005 | USA | 3 : 0             | Finsko | Plzeň |
| 19:00 SEČ      | USA | ( 1 : 0 , 1 : 0 ) | Finsko |       |

| Souhrn zápasu | Souhrn zápasu | Souhrn zápasu | Souhrn zápasu | Souhrn zápasu |
| ------------- | ------------- | ------------- | ------------- | ------------- |
|               | {{{góly1}}}   |               | {{{góly2}}}   |               |

| 17. dubna 2005 | Švýcarsko | 1 : 7                     | USA | Plzeň |
| 19:00 SEČ      | Švýcarsko | ( 1 : 1 , 0 : 3 , 0 : 3 ) | USA |       |

| Souhrn zápasu | Souhrn zápasu | Souhrn zápasu | Souhrn zápasu | Souhrn zápasu |
| ------------- | ------------- | ------------- | ------------- | ------------- |
|               | {{{góly1}}}   |               | {{{góly2}}}   |               |

| 18. dubna 2005 | Slovensko | 2 : 1                     | Švýcarsko | Plzeň |
| 15:00 SEČ      | Slovensko | ( 1 : 1 , 0 : 0 , 1 : 0 ) | Švýcarsko |       |

| Souhrn zápasu | Souhrn zápasu | Souhrn zápasu | Souhrn zápasu | Souhrn zápasu |
| ------------- | ------------- | ------------- | ------------- | ------------- |
|               | {{{góly1}}}   |               | {{{góly2}}}   |               |

| 18. dubna 2005 | Česko | 6 : 1                     | Finsko | Plzeň |
| 19:00 SEČ      | Česko | ( 0 : 1 , 5 : 0 , 1 : 0 ) | Finsko |       |

| Souhrn zápasu | Souhrn zápasu | Souhrn zápasu | Souhrn zápasu | Souhrn zápasu |
| ------------- | ------------- | ------------- | ------------- | ------------- |
|               | {{{góly1}}}   |               | {{{góly2}}}   |               |

| 19. dubna 2005 | Finsko | 2 : 3                     | Slovensko | Plzeň |
| 15:00 SEČ      | Finsko | ( 0 : 0 , 1 : 2 , 1 : 1 ) | Slovensko |       |

| Souhrn zápasu | Souhrn zápasu | Souhrn zápasu | Souhrn zápasu | Souhrn zápasu |
| ------------- | ------------- | ------------- | ------------- | ------------- |
|               | {{{góly1}}}   |               | {{{góly2}}}   |               |

| 19. dubna 2005 | USA | 4 : 3                     | Česko | Plzeň |
| 19:00 SEČ      | USA | ( 0 : 1 , 3 : 2 , 1 : 0 ) | Česko |       |

| Souhrn zápasu | Souhrn zápasu | Souhrn zápasu | Souhrn zápasu | Souhrn zápasu |
| ------------- | ------------- | ------------- | ------------- | ------------- |
|               | {{{góly1}}}   |               | {{{góly2}}}   |               |

## Skupina o udržení
Poznámka: Výsledky  Dánsko 1 : 3  Německo a  Finsko 3 : 1  Švýcarsko se započítávaly ze zápasů základních skupin.
|     | Tým       | Z | V | R | P | VG | IG | B |
| --- | --------- | - | - | - | - | -- | -- | - |
| 7.  | Finsko    | 3 | 3 | 0 | 0 | 10 | 5  | 6 |
| 8.  | Německo   | 3 | 2 | 0 | 1 | 7  | 5  | 4 |
| 9.  | Švýcarsko | 3 | 1 | 0 | 2 | 5  | 7  | 2 |
| 10. | Dánsko    | 3 | 0 | 0 | 3 | 5  | 10 | 0 |

| 21. dubna 2005 | Německo | 2 : 0                     | Švýcarsko | České Budějovice |
| 15:00 SEČ      | Německo | ( 1 : 0 , 0 : 0 , 1 : 0 ) | Švýcarsko |                  |

| Souhrn zápasu | Souhrn zápasu | Souhrn zápasu | Souhrn zápasu | Souhrn zápasu |
| ------------- | ------------- | ------------- | ------------- | ------------- |
|               | {{{góly1}}}   |               | {{{góly2}}}   |               |

| 21. dubna 2005 | Finsko | 3 : 2                     | Dánsko | České Budějovice |
| 19:00 SEČ      | Finsko | ( 1 : 1 , 2 : 0 , 0 : 1 ) | Dánsko |                  |

| Souhrn zápasu | Souhrn zápasu | Souhrn zápasu | Souhrn zápasu | Souhrn zápasu |
| ------------- | ------------- | ------------- | ------------- | ------------- |
|               | {{{góly1}}}   |               | {{{góly2}}}   |               |

| 22. dubna 2005 | Německo | 2 : 4                     | Finsko | České Budějovice |
| 15:00 SEČ      | Německo | ( 0 : 2 , 2 : 1 , 0 : 1 ) | Finsko |                  |

| Souhrn zápasu | Souhrn zápasu | Souhrn zápasu | Souhrn zápasu | Souhrn zápasu |
| ------------- | ------------- | ------------- | ------------- | ------------- |
|               | {{{góly1}}}   |               | {{{góly2}}}   |               |

| 22. dubna 2005 | Dánsko | 2 : 4                     | Švýcarsko | České Budějovice |
| 19:00 SEČ      | Dánsko | ( 1 : 2 , 1 : 0 , 0 : 2 ) | Švýcarsko |                  |

| Souhrn zápasu | Souhrn zápasu | Souhrn zápasu | Souhrn zápasu | Souhrn zápasu |
| ------------- | ------------- | ------------- | ------------- | ------------- |
|               | {{{góly1}}}   |               | {{{góly2}}}   |               |

## Play-off

### Čtvrtfinále
| 21. dubna 2005 | Švédsko | 5 : 3                     | Slovensko | Plzeň |
| 15:00 SEČ      | Švédsko | ( 3 : 1 , 1 : 2 , 1 : 0 ) | Slovensko |       |

| Souhrn zápasu | Souhrn zápasu | Souhrn zápasu | Souhrn zápasu | Souhrn zápasu |
| ------------- | ------------- | ------------- | ------------- | ------------- |
|               | {{{góly1}}}   |               | {{{góly2}}}   |               |

| 21. dubna 2005 | Česko | 5 : 1                     | Rusko | Plzeň |
| 19:00 SEČ      | Česko | ( 2 : 0 , 2 : 0 , 1 : 1 ) | Rusko |       |

| Souhrn zápasu | Souhrn zápasu | Souhrn zápasu | Souhrn zápasu | Souhrn zápasu |
| ------------- | ------------- | ------------- | ------------- | ------------- |
|               | {{{góly1}}}   |               | {{{góly2}}}   |               |

### Semifinále
| 22. dubna 2005 | USA | 6 : 2                     | Švédsko | Plzeň |
| 15:00 SEČ      | USA | ( 1 : 0 , 4 : 1 , 1 : 1 ) | Švédsko |       |

| Souhrn zápasu | Souhrn zápasu | Souhrn zápasu | Souhrn zápasu | Souhrn zápasu |
| ------------- | ------------- | ------------- | ------------- | ------------- |
|               | {{{góly1}}}   |               | {{{góly2}}}   |               |

| 22. dubna 2005 | Kanada | 3 : 2 P                             | Česko | Plzeň |
| 19:00 SEČ      | Kanada | ( 1 : 0 , 0 : 2 , 1 : 0 ) ( 1 : 0 ) | Česko |       |

| Souhrn zápasu | Souhrn zápasu | Souhrn zápasu | Souhrn zápasu | Souhrn zápasu |
| ------------- | ------------- | ------------- | ------------- | ------------- |
|               | {{{góly1}}}   |               | {{{góly2}}}   |               |

### O 5. místo
| 21. dubna 2005 | Slovensko | 2 : 5                     | Rusko | Plzeň |
| 15:00 SEČ      | Slovensko | ( 0 : 2 , 0 : 2 , 2 : 1 ) | Rusko |       |

| Souhrn zápasu | Souhrn zápasu | Souhrn zápasu | Souhrn zápasu | Souhrn zápasu |
| ------------- | ------------- | ------------- | ------------- | ------------- |
|               | {{{góly1}}}   |               | {{{góly2}}}   |               |

### O 3. místo
| 24. dubna 2005 | Švédsko | 4 : 2                     | Česko | Plzeň |
| 13:00 SEČ      | Švédsko | ( 3 : 1 , 0 : 0 , 1 : 1 ) | Česko |       |

| Souhrn zápasu | Souhrn zápasu | Souhrn zápasu | Souhrn zápasu | Souhrn zápasu |
| ------------- | ------------- | ------------- | ------------- | ------------- |
|               | {{{góly1}}}   |               | {{{góly2}}}   |               |

### Finále
| 24. dubna 2005 | USA | 5 : 1                     | Kanada | Plzeň |
| 17:00 SEČ      | USA | ( 2 : 1 , 1 : 0 , 2 : 0 ) | Kanada |       |

| Souhrn zápasu | Souhrn zápasu | Souhrn zápasu | Souhrn zápasu | Souhrn zápasu |
| ------------- | ------------- | ------------- | ------------- | ------------- |
|               | {{{góly1}}}   |               | {{{góly2}}}   |               |

## Konečné umístění
|                  | Tým       |
| ---------------- | --------- |
| Zlatá medaile    | USA       |
| Stříbrná medaile | Kanada    |
| Bronzová medaile | Švédsko   |
| 4.               | Česko     |
| 5.               | Rusko     |
| 6.               | Slovensko |
| 7.               | Finsko    |
| 8.               | Německo   |
| 9.               | Švýcarsko |
| 10.              | Dánsko    |

Týmy  Švýcarsko a  Dánsko sestoupily do 1. divize, nahradily je týmy  Norsko a  Bělorusko .

## Soupisky
| USA - Jason Bailey, Taylor Chorney, Dan Collins, Jim Fraser, Benn Ferriero, Jeff Frazee, Brandon Gentile, Nathan Gerbe, Erik Johnson, Jack Johnson, Zach Jones, Phil Kessel, Jason Lawrence, Kyle Lawson, Justin Mercier, Mark Mitera, Peter Mueller, Joe Palmer, Chad Rau, Jack Skille, Ryan Stoa, Andreas Vlassopoulos · Trenér: Ron Rolston |

| Kanada - Cody Bass, Dan Bertram, Luc Bourdon, Derick Brassard, Richard Clune, Cal Clutterbuck, Marc-André Gragnani, Adam Hobson, Paul Kurceba, Guillaume Latendresse, Christopher Lawrence, Kris Letang, Brendan Mikkelson, James Neal, Ryan O’Marra, Jean-Philippe Paquet, Ryan Parent, Pier-Olivier Pelletier, Carey Price, Tom Pyatt, Devin Setoguchi, Colton Yellowhorn · Trenér: Shawn Camp |

| Švédsko - Niclas Andersén, Johan Andersson, Nicklas Bäckström, Nicklas Bergfors, Johan Dahlberg, Jhonas Enroth, Christopher From Björk, Alexander Hellström, Niklas Hjalmarsson, Patric Hörnqvist, Martin Johansson, Robin Lindqvist, Mattias Modig, Andreas Molinder, Linus Morin, Johan Nilsson, Niklas Öman, Fredrik Petterson, Alexander Ribbenstrand, Mattias Ritola, Kim Sunna, Patrik Zackrisson · Trenér: Mikael Tisell |

## 1. divize

### Skupina A
Turnaj se odehrál v Mariboru ve Slovinsku od 3. do 9. dubna.
| Tým               | Z | V | P | R | VG | IG | B |
| ----------------- | - | - | - | - | -- | -- | - |
| 1. Bělorusko      | 5 | 4 | 1 | 0 | 23 | 10 | 8 |
| 2. Slovinsko      | 5 | 3 | 2 | 0 | 22 | 14 | 6 |
| 3. Kazachstán     | 5 | 3 | 2 | 0 | 19 | 14 | 6 |
| 4. Francie        | 5 | 2 | 3 | 0 | 11 | 14 | 4 |
| 5. Rakousko       | 5 | 2 | 3 | 0 | 15 | 25 | 4 |
| 6. Velká Británie | 5 | 1 | 4 | 0 | 10 | 23 | 2 |

 Bělorusko postoupilo mezi elitu, zatímco  Velká Británie sestoupila do 2. divize na Mistrovství světa v ledním hokeji do 18 let 2006

### Skupina B
Turnaj se odehrál v Sosnovci v Polsku od 2. do 8. dubna.
| Tým         | Z | V | P | R | VG | IG | B |
| ----------- | - | - | - | - | -- | -- | - |
| 1. Norsko   | 5 | 4 | 1 | 0 | 18 | 10 | 8 |
| 2. Lotyšsko | 5 | 3 | 2 | 0 | 14 | 13 | 6 |
| 3. Ukrajina | 5 | 3 | 2 | 0 | 16 | 12 | 6 |
| 4. Polsko   | 5 | 2 | 2 | 1 | 15 | 20 | 5 |
| 5. Japonsko | 5 | 1 | 3 | 1 | 12 | 17 | 3 |
| 6. Itálie   | 5 | 0 | 3 | 2 | 14 | 17 | 2 |

 Norsko postoupilo mezi elitu, zatímco  Itálie sestoupila do 2. divize na Mistrovství světa v ledním hokeji do 18 let 2006

## 2. divize

### Skupina A
Turnaj se odehrál v Kohtle-Järve v Estonsku od 14. do 20. března.
| Tým                    | Z | V | P | R | VG | IG | B  |
| ---------------------- | - | - | - | - | -- | -- | -- |
| 1. Jižní Korea         | 5 | 5 | 0 | 0 | 51 | 7  | 10 |
| 2. Estonsko            | 5 | 4 | 1 | 0 | 25 | 17 | 8  |
| 3. Nizozemsko          | 5 | 3 | 2 | 0 | 30 | 15 | 6  |
| 4. Španělsko           | 5 | 2 | 3 | 0 | 16 | 30 | 4  |
| 5. Srbsko a Černá Hora | 5 | 1 | 4 | 0 | 21 | 20 | 2  |
| 6. JAR                 | 5 | 0 | 5 | 0 | 8  | 62 | 0  |

 Jižní Korea postoupila do 1. divize, zatímco  JAR sestoupila do 3. divize na Mistrovství světa v ledním hokeji do 18 let 2006

### Skupina B
Turnaj se odehrál v Bukurešti v Rumunsku od 21. do 27. března.
| Tým           | Z | V | P | R | VG | IG | B  |
| ------------- | - | - | - | - | -- | -- | -- |
| 1. Maďarsko   | 5 | 5 | 0 | 0 | 40 | 8  | 10 |
| 2. Litva      | 5 | 4 | 1 | 0 | 31 | 19 | 8  |
| 3. Chorvatsko | 5 | 2 | 2 | 1 | 17 | 18 | 5  |
| 4. Mexiko     | 5 | 2 | 3 | 0 | 15 | 26 | 4  |
| 5. Island     | 5 | 1 | 4 | 0 | 19 | 29 | 2  |
| 6. Rumunsko   | 5 | 0 | 4 | 1 | 8  | 30 | 1  |

 Maďarsko postoupilo do 1. divize, zatímco  Rumunsko sestoupilo do 3. divize na Mistrovství světa v ledním hokeji do 18 let 2006

## 3. divize

### Kvalifikace do 3. divize
Turnaj se odehrál v Ankaře v Turecku od 18. do 20. února.
| Tým                    | Z | V | P | R | VG | IG | B |
| ---------------------- | - | - | - | - | -- | -- | - |
| 1. Turecko             | 2 | 2 | 0 | 0 | 21 | 4  | 4 |
| 2. Bosna a Hercegovina | 2 | 1 | 1 | 0 | 15 | 9  | 2 |
| 3. Arménie             | 2 | 0 | 2 | 0 | 4  | 27 | 0 |

 Turecko postoupilo do 3. divize 2005.

### Hlavní turnaj
Turnaj se odehrál v Sofii v Bulharsku od 7. do 13. března.
| Tým            | Z | V | P | R | VG | IG | B  |
| -------------- | - | - | - | - | -- | -- | -- |
| 1. Austrálie   | 5 | 5 | 0 | 0 | 46 | 6  | 10 |
| 2. Belgie      | 5 | 4 | 1 | 0 | 34 | 8  | 8  |
| 3. Izrael      | 5 | 3 | 2 | 0 | 36 | 15 | 6  |
| 4. Nový Zéland | 5 | 2 | 3 | 0 | 22 | 17 | 4  |
| 5. Turecko     | 5 | 1 | 4 | 0 | 6  | 51 | 2  |
| 6. Bulharsko   | 5 | 0 | 5 | 0 | 6  | 53 | 0  |

Týmy  Austrálie a  Belgie postoupily do 2. divize na Mistrovství světa v ledním hokeji do 18 let 2006